# Station Le Blanc
Station Le Blanc is een spoorwegstation in de Franse gemeente Le Blanc. Het station is gesloten, en huisvest nu een sportzaal en de gemeentelijke muziekschool.